# Ács Tibor (hadtörténész)
Ács Tibor (Budapest, 1931. november 6. – 2021. január 18.) ezredes, tudománytörténész, a Zrínyi Miklós Nemzetvédelmi Egyetem magántanára, a 19. századi hadtörténet és hadtudomány-történet elismert művelője, Bolyai-kutató.

## Életpályája
A katonai akadémiát és az Eötvös Loránd Tudományegyetem történelem–könyvtár szakát végezte el. 1950 és 1991 között a hadseregben szolgált, és ezredesként vonult nyugdíjba.
Katonai pályáját a honi légvédelem rádiótechnikai csapatainál kezdte, majd a Zrínyi Miklós Katonai Akadémián volt tanár, a Hadtörténeti Intézetben hadtörténész és szekcióvezető, a Zrínyi Katonai Kiadónál irodalmi vezető és első igazgatóhelyettes, a Honvédelmi Minisztériumban pedig tudományos tanácstitkár. Végül a Hadtörténelmi Közlemények főszerkesztője volt.

## Munkássága
1966-ban az ELTE-n summa cum laude eredménnyel bölcsésztudományi doktori címet kapott, és 1982-ben a hadtudomány kandidátusa, majd 1994-ben a hadtudomány doktora lett. 1996-ban Zrínyi-díjban részesült.
Kutatási területei: az 1848–1849. évi magyar polgári forradalom és szabadságharc hadtörténete; a 19. századi magyar hadtudomány története, történelmi személyiségeinek katonai szolgálata és hadügyi nézetei; Bolyai János katonai tevékenysége. Számos írása és könyve jelent meg ezekben a témákban. Rendszeresen szerepelt a tudományos konferenciákon, valamint a televízióban és a rádióban is.
Több tudományos bizottság tagja, úgymint az MTA II. Osztálya Tudomány- és Technikatörténeti Komplex Bizottsága, a IX. Osztály Hadtudományi Bizottságának titkára, az MTA Királysír Bizottságának, az MTA II. Osztálya Történettudományi Bizottsága Hadtörténeti Munkacsoportjának és az OTKA Társadalomtudományi Kollégiuma tudomány- és technikatörténeti zsűrijének tagja.
1975 és 1990 között a Tudományos Ismeretterjesztő Társaság (TIT) Országos Hadtudományi választmányának, a TIT Budapesti Elnökségének tagja, valamint a TIT Budapesti Hadtudományi Szakosztályának elnöke volt. Tagja a Magyar Történelmi Társulatnak. A Magyar Hadtudományi Társaság Hadtudomány elméleti és történeti szakosztályának elnöke.

### Kötetei
- Hadsereg és politika a harmadik világban; Zrínyi, Bp., 1968
- Tudós és katona. Kiss Károly élete és hadtudományi munkássága, 1793–1866; Zrínyi Katonai Kiadó, 1982
- Kiss Károly; Akadémiai, Bp., 1986 (A múlt magyar tudósai)
- Mészáros Lázár – Az első magyar honvédelmi miniszter élete és munkássága, 1993
- Széchenyi katonaévei, Zrínyi Kiadó, 1994
- Mészáros Lázár, A múlt magyar tudósai, Akadémiai Kiadó, Bp., 1993
- Bolyai János a bécsi császári-királyi mérnökakadémián 1818–1823; 1997
- A Magyar Hadi Főtanoda 1848–1849. évi története, Budapest, 2000
- Haza, hadügy, hadtudomány, Budapest, 2001
- Hadi tanfolyam a bölcsészeti karon és a pesti egyetemi légió (1848–1849), Eötvös Lóránd Tudományegyetem, 2001
- Bolyai János a bécsi hadmérnöki akadémián; ZMNE, Bp., 2002
- Bolyai János új arca – a hadi mérnök, Akadémiai Kiadó, 2004
- A reformkor hadikultúrájáról. A magyar hadügy és tudomány kérdéseiről; 2005
- János Bolyai an der Ingenieursakademie in Wien, Wien, 2007. ISBN 3-902456-71-X
- Batthyány Lajos gróf, a huszártiszt, Hadtörténeti Intézet és Múzeum, 2008
- Katonaként is magyar. Széchenyi István katonaélete és hadügyi reformeszméi, Zrínyi Kiadó, 2009
- Másfél évszázada hunyt el Bolyai János; 2010
- Katonaként is magyar. Széchenyi István katonaélete és hadügyi reformeszméi; Zrínyi, Bp., 2009 (Hősgaléria)
- Hadtörténelmünk utolsó két évszázadából – Események, arcképek, találmányok, Budapest, 2015

## Díjai, elismerései
- Tanárky Sándor-díj, 1993
- Zrínyi-díj, 1996